# Tour de France 1909
| 7. Tour de France 1909 – Endstand |                      |                                 |
| Streckenlänge                     | 14 Etappen, 4488 km  | 14 Etappen, 4488 km             |
| Toursieger                        | François Faber       | 37 P. 156:55:10 h (28,601 km/h) |
| Zweiter                           | Gustave Garrigou     | 57 P.                           |
| Dritter                           | Jean Alavoine        | 66 P.                           |
| Vierter                           | Paul Duboc           | 70 P.                           |
| Fünfter                           | Cyrille Van Hauwaert | 92 P.                           |
| Sechster                          | Ernest Paul          | 95 P.                           |
| Siebenter                         | Constant Ménager     | 102 P.                          |
| Achter                            | Louis Trousselier    | 114 P.                          |
| Neunter                           | Eugène Christophe    | 139 P.                          |
| Zehnter                           | Aldo Bettini         | 142 P.                          |

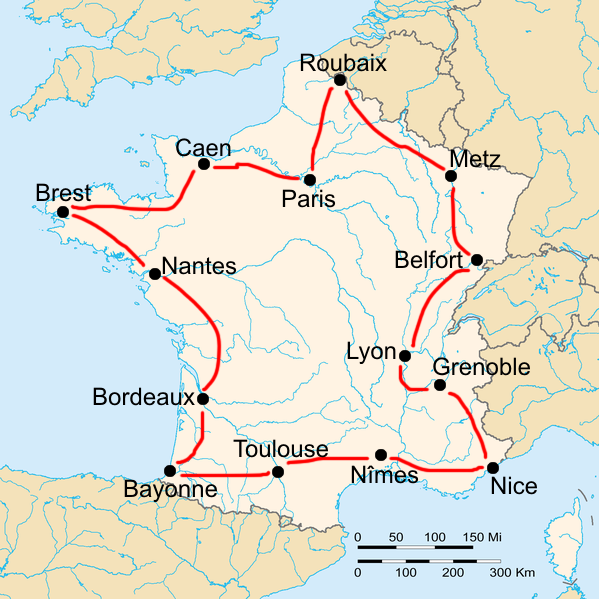
Streckenkarte der Tour de France 1909

Die Tour de France 1909 fand vom 5. Juli bis 1. August statt. Die Streckenführung war identisch mit derjenigen der zwei vorangegangenen Austragungen. Neu eingeführt wurde eine Kategorie für Fahrer, die nicht bei einer Firmenmannschaft unter Vertrag standen.

## Rennverlauf
Diese Rundfahrt ging in die Geschichte ein als diejenige mit den schlechtesten äußeren Bedingungen. In der ersten Julihälfte war Frankreich von einem markanten Kälteeinbruch betroffen. Durch den ständigen Regen waren die Straßen aufgeweicht, die Fahrer mussten sich durch den Schlamm kämpfen und wurden in den Bergen sogar von Schneegestöbern überrascht. Nach der sechsten Etappe hatten bereits 69 der 150 Fahrer das Rennen aufgegeben. Insgesamt gaben 95 Fahrer die Rundfahrt auf, so erreichten nur 55 das Ziel.
Nur dem späteren Toursieger François Faber schienen die widrigen Umstände nichts anzuhaben; er gewann fünf Etappen hintereinander. Besonders eindrücklich war seine Leistung in der dritten Etappe, als er nach einer Soloflucht von 255 km mit über 33 Minuten Vorsprung in Belfort ankam. Der Luxemburger verteidigte die Spitzenposition bis zum Ziel in Paris und war damit der erste Ausländer, der die Tour gewinnen konnte.
Auf der letzten Etappe war das Fahrrad von Henri Alavoine, des Bruders des Drittplatzierten Jean Alavoine, nach einem Unfall nicht mehr zu gebrauchen. Der Franzose gab jedoch nicht auf, sondern trug sein Rad auf den Schultern bis ins zehn Kilometer entfernte Ziel.

## Die Etappen
| Etappen    | Tag       | Start – Ziel        | km  | Etappensieger        | Gesamterster         |
| ---------- | --------- | ------------------- | --- | -------------------- | -------------------- |
| 1. Etappe  | 5. Juli   | Paris – Roubaix     | 272 | Cyrille Van Hauwaert | Cyrille Van Hauwaert |
| 2. Etappe  | 7. Juli   | Roubaix – Metz (DR) | 398 | François Faber       | François Faber       |
| 3. Etappe  | 9. Juli   | Metz (DR) – Belfort | 259 | François Faber       | François Faber       |
| 4. Etappe  | 11. Juli  | Belfort – Lyon      | 309 | François Faber       | François Faber       |
| 5. Etappe  | 13. Juli  | Lyon – Grenoble     | 311 | François Faber       | François Faber       |
| 6. Etappe  | 15. Juli  | Grenoble – Nizza    | 345 | François Faber       | François Faber       |
| 7. Etappe  | 17. Juli  | Nizza – Nîmes       | 345 | Ernest Paul          | François Faber       |
| 8. Etappe  | 19. Juli  | Nîmes – Toulouse    | 303 | Jean Alavoine        | François Faber       |
| 9. Etappe  | 21. Juli  | Toulouse – Bayonne  | 299 | Constant Ménager     | François Faber       |
| 10. Etappe | 23. Juli  | Bayonne – Bordeaux  | 269 | François Faber       | François Faber       |
| 11. Etappe | 25. Juli  | Bordeaux – Nantes   | 391 | Louis Trousselier    | François Faber       |
| 12. Etappe | 27. Juli  | Nantes – Brest      | 321 | Gustave Garrigou     | François Faber       |
| 13. Etappe | 29. Juli  | Brest – Caen        | 415 | Paul Duboc           | François Faber       |
| 14. Etappe | 1. August | Caen – Paris        | 251 | Jean Alavoine        | François Faber       |